# Кастелина (Вибо Валенција)
Кастелина (итал. Castellina) је насеље у Италији у округу Вибо Валенција, региону Калабрија.
Према процени из 2011. у насељу је живело 122 становника. Насеље се налази на надморској висини од 742 м.